# Trumpler (cráter marciano)
Trumpler es un cráter de impacto del planeta Marte situado justo encima de zona sur del cráter Keeler, a 61.8° sur y 150.8º oeste. El impacto causó un boquete de 75.35 kilómetros de diámetro. El nombre fue aprobado en 1973 por la Unión Astronómica Internacional, en honor al astrónomo estadounidense Robert Julius Trumpler (1886-1956).

## Dunas
Trumpler posee dunas, en la que quedan marcadas las huellas de los diablos de polvo.
| [[File:Wikikeeler.jpg\|1000px\|alt={{{Alt\|Dunas al norte de Trumpler (Imagen CTX)]] File:Wikikeeler.jpgDunas al norte de Trumpler (Imagen CTX) |